# Andrena chalcogastra
Andrena chalcogastra là một loài Hymenoptera trong họ Andrenidae. Loài này được Brullé mô tả khoa học năm 1839.